# Johannes Sontag
Johannes Sontag (* 3. August 1884 in Altwarp; † 24. März 1941 in Kiel) war ein deutscher Marineoffizier, zuletzt Admiralarzt im Zweiten Weltkrieg.

## Leben
Sontag trat nach dem Abitur ab 1. April 1906 als Einjährig-Freiwilliger in die Kaiserliche Marine ein. Anschließend studierte er Medizin. Am 1. März 1913 trat er der Kaiserlichen Marine wieder freiwillig für ein Jahr als Marinearzt im Lazarett Kiel-Wik bei. Hier blieb er bis zum 31. Oktober 1913; am 5. April 1913 wurde er zum Marineunterarzt und am 15. Juni 1913 zum Marineassistenzarzt (MAssA) befördert. Vom 1. November bis zum 23. Dezember 1913 war er als Schiffsarzt in der 1. Torpedoboots-Halbflottille eingesetzt, vom 10. Januar 1914 bis zum 13. September 1915 fuhr er als Zweiter Arzt auf dem Linienschiff Schleswig-Holstein. Am 9. Juni 1914 wurde Sontag zum Marineoberassistenzarzt (MOAssA) ernannt.
Nach dem Dienst auf der Schleswig-Holstein war er während des Ersten Weltkriegs vom 14. September 1915 bis zum 29. Oktober 1918 als Flottillenarzt in der 2. U-Bootsflottille eingesetzt; am 17. Oktober 1915 wurde er zum Marinestabsarzt befördert. Vom 30. Oktober bis 25. November 1918 war er Abteilungsarzt auf der Seeflugstation Helgoland. Sontag erwarb im Krieg beide Klassen des Eisernen Kreuzes und wurde 1926 nachträglich mit dem U-Boot-Kriegsabzeichen ausgezeichnet.
Nach Gründung der Reichsmarine wurde Sontag in deren Dienst übernommen. Er blieb bis zum 16. Oktober 1919 auf Helgoland bei der dortigen Kommandantur, anschließend wurde er Wachhabender Arzt im Marinelazarett Kiel-Wik. Vom 1. Dezember 1919 bis zum 31. März 1924 diente er im Marinelazarett sowie in den Küstenwehrabteilungen I, III und IV als Abteilungsarzt. Zwischendurch war er als Oberarzt an der Schiffsartillerieschule tätig. Vom 1. April 1924 bis zum 30. September 1926 nahm Sontag an einer Weiterbildung in Berlin an der dortigen Universitätsklinik teil; während dieser Zeit war er offiziell dem Stationsarzt der Marinestation der Ostsee unterstellt. Am 1. Mai 1926 wurde er zum Marineoberstabsarzt befördert. Vom 1. Oktober 1926 an war Sontag in Wilhelmshaven als Divisionsarzt der Schiffsstammdivision Nordsee und Oberarzt des Marinelazaretts sowie als Standortarzt tätig. Diese Verwendung endete am 23. März 1929. Anschließend war er bis zum 28. September 1930 Dezernent in der Marinemedizinabteilung der Marineleitung tätig. Am 1. Oktober 1930 wurde Sontag zum Marinegeneraloberarzt befördert. In diesem Rang diente er bis zum 28. März 1933 als Referent G I.
Vom 29. März 1933 bis zum 20. Dezember 1940 war Sontag Chef des Sanitätsamtes Ostsee und Stationsarzt der Marinestation Ostsee. Am 1. April 1934 wurde er zum Flottenarzt und am 1. April 1938 zum Admiralarzt befördert.
Wahrscheinlich erkrankte Sontag schwer; vom 21. Dezember 1940 bis zum 31. Januar 1941 war er offiziell zur Verfügung des Kommandierenden Admirals der Marinestation der Ostsee kommandiert. Er starb nur wenige Tage nach seinem letzten Tag im aktiven Dienst.